# جونيور سانشيز
جونيور سانشيز (بالإنجليزية: Junior Sanchez)‏ هو دي جيه وملحن ومنتج أسطوانات أمريكي، ولد في 4 مايو 1977 في بيلفيل ‏ في الولايات المتحدة.

## وصلات خارجية
- جونيور سانشيز على موقع IMDb (الإنجليزية)
- جونيور سانشيز على موقع ميوزك برينز (الإنجليزية)
- جونيور سانشيز على موقع أول ميوزيك (الإنجليزية)
- جونيور سانشيز على موقع ديسكوغز (الإنجليزية)